# Камерън (кечистка)
Ариан Никол Андрю (родена на 3 ноември 1987) е американска певица, модел, танцьорка, придружителка и професионален кечист най-добре позната от времето си в WWE под сценичното име Камерън (кратката форма на Камерън Лин).
Под нейното истинско име, Андрю се присъедини в сезона през 2011 на Напълно издръжлив където беше първата елиминирана участничка. По-късно тя подписа с WWE, присъедини се с Наоми и сформираха Фънкодактилките. От юли 2013 до март 2015, Андрю беше включена като една от главните участници на реалити шоуто Тотал Дивас. Тя беше освободена от нейния договор с WWE през май 2016.

## В кеча
- Финални ходове
  - Girl Bye![8] (Standing tornado DDT или Snap DDT, с постановки)[9][10] – 2013 – 2014
  - Reverse kneeling facebuster[11][12] – 2014
- Ключови ходове
  - Diving crossbody, понякога от второто въже[13][14]
  - Double knee facebreaker[15][16]
  - Double chickenwing, понякога докато прави мост[12][17][18]
  - Flying clothesline, понякога правен последователно[13][19][20]
  - Inverted cornered headscissors takedown, последван от back elbow[21][20]
  - Modified dragon sleeper[22][23]
  - Версии на тушове
    - Small package[24][25]
    - Schoolgirl, понякога от ъгъла[13][24][14]
    - Wheelbarrow victory roll[24]

  - Running split-legged big boot, отстрани или на гърба на лежащ опонент[22][23][26]
  - Running double knee drop, на гърба на опонента[27]
  - Running corkscrew neckbreaker, на наведен опонент[27]
  - Running crossbody block[20][28]
  - Seated surfboard[29][30]
  - Spinning facebuster[19][31][22][27][32]
  - Single leg dropkick[13][14][28]
  - Snap suplex[23][33][34]
  - Split-legged leg drop, в стомаха на опонента[13][23][20][35]
  - Stinger splash[31][27][32]
  - Sleeper hold, понякога на прав опонент с bodyscissors[22][26]
  - Thesz press, последван от многократни удари/mat slams[19][12][26]
  - Wheelbarrow bulldog[25][28][36]
  - Wheelbarrow split-legged arm drag[37][38]
- С Наоми
  - Отборни финални ходове
    - Double split-legged leg drop, с постановки[39][40][35]
    - Double single leg dropkick, на приближаващ опонент[28]
    - Double suplex[39][40][41]
- Придружавайки
  - Тонове Фънк (Бродус Клей и Тенсай)[42][43]
  - Наталия[44][45]
  - Ар Труф[46]
  - Ксавиер Уудс[46]
  - Съмър Рей[47][48][49]
- Входни песни
  - „Somebody Call My Momma“ на Джим Джонстън[50] (9 януари 2012 – 11 юли 2014)
  - „#GirlBye“ на CFO$, с участието на Ариан[51] (WWE/NXT; 15 юли 2014 – 6 май 2016)

### Титли и постижения
- Pro Wrestling Illustrated
  - PWI я класира като #17 от топ 50 индивидуални кечистки в PWI Female 50 през 2014[52]
- Wrestling Observer Newsletter
  - Най-лошия мач на годината (2013) с Бри Бела, Ива Мари, ДжоДжо, Наоми, Наталия и Ники Бела срещу Ей Джей Лий, Аксана, Алиша Фокс, Кейтлин, Роса Мендес, Съмър Рей и Тамина Снука на 24 ноември[53]
- WWE
  - Награди Слами (1 път)
    - Най-добър ход в танц (2013) – с Наоми като Фънкодактилките